# چانگان سی‌اس۷۵
چانگان سی اس۷۵ یک کراس‌اوور اندازه اندازه متوسط است که توسط چانگان اتومبیل از سال ۲۰۱۳ تولید می‌شود. این خودرو اولین بار در نمایشگاه اتومبیل گوانگژو ۲۰۱۳ معرفی شد و در سال ۲۰۱۴ به بازار خودروی چین راه یافت، نسل اول چانگان سی اس ۷۵ در سال ۲۰۱۸ فیس‌لیفت و مدل برقی این خودرو در همان سال عرضه شد. نسل دوم که با نام چانگان سی اس ۷۵ پلاس شناخته می‌شود در نمایشگاه خودرو شانگهای ۲۰۱۹ به نمایش درآمد و در سال ۲۰۱۹ در بازار خودروی چین عرضه شد. از نوامبر سال ۲۰۲۰، «نسخه میلیونر» سی اس ۷۵ نسل اول براساس مدل فیس‌لیفت ۲۰۱۸ عرضه شد.

## نسل اول
نسل اول چانگان سی اس۷۵ در نمایشگاه اتومبیل گوانگژو ۲۰۱۳ به نمایش درآمد و در سال ۲۰۱۴ در بازار خودروی چین عرضه شد. قیمت این خودرو از ۱۰۸٬۸۰۰ یوان تا ۱۴۳٬۸۰۰ یوان بالاتر از چانگان سی اس ۹۵ است.
برای چانگان سی اس ۷۵ دو موتور موجود است، یک موتور ۱٫۸ لیتری توربو با ۱۸۰ اسب بخار و ۲۳۰ نیوتن‌متر و یک موتور ۲٫۰ لیتری با ۱۵۸ اسب بخار. هر دو موتور با گیربکس ۶ سرعته دستی یا گیربکس ۶ سرعته اتوماتیک عرضه می‌شوند.
سی اس۷۵ همچنین به عنوان بخش مهمی از سری محصولات چانگان در اروپا نیز عرضه می‌شود

قیمت این خودرو در اروپا از حدود ۲۰٬۰۰۰ یورو آغاز می‌شود.

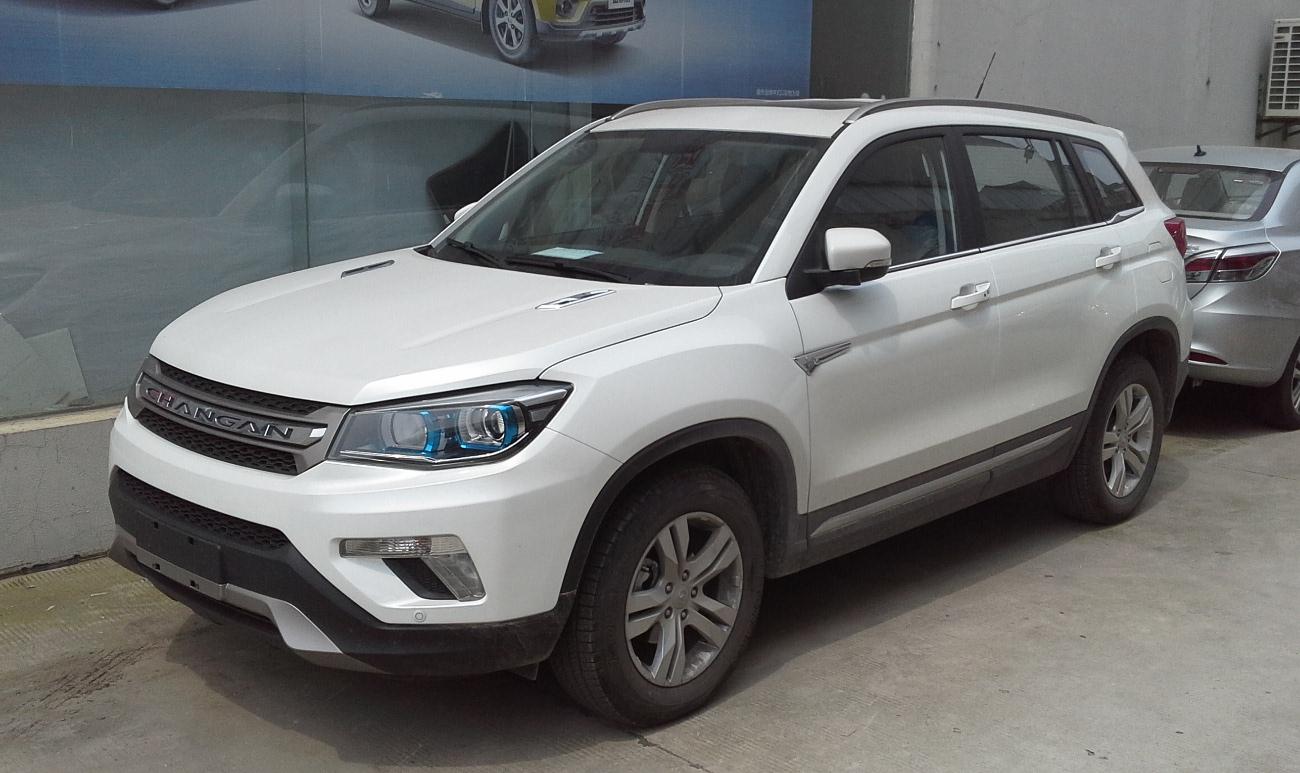
چانگان سی اس۷۵ نسل اول ، پیش از فیس‌لیفت (جلو)
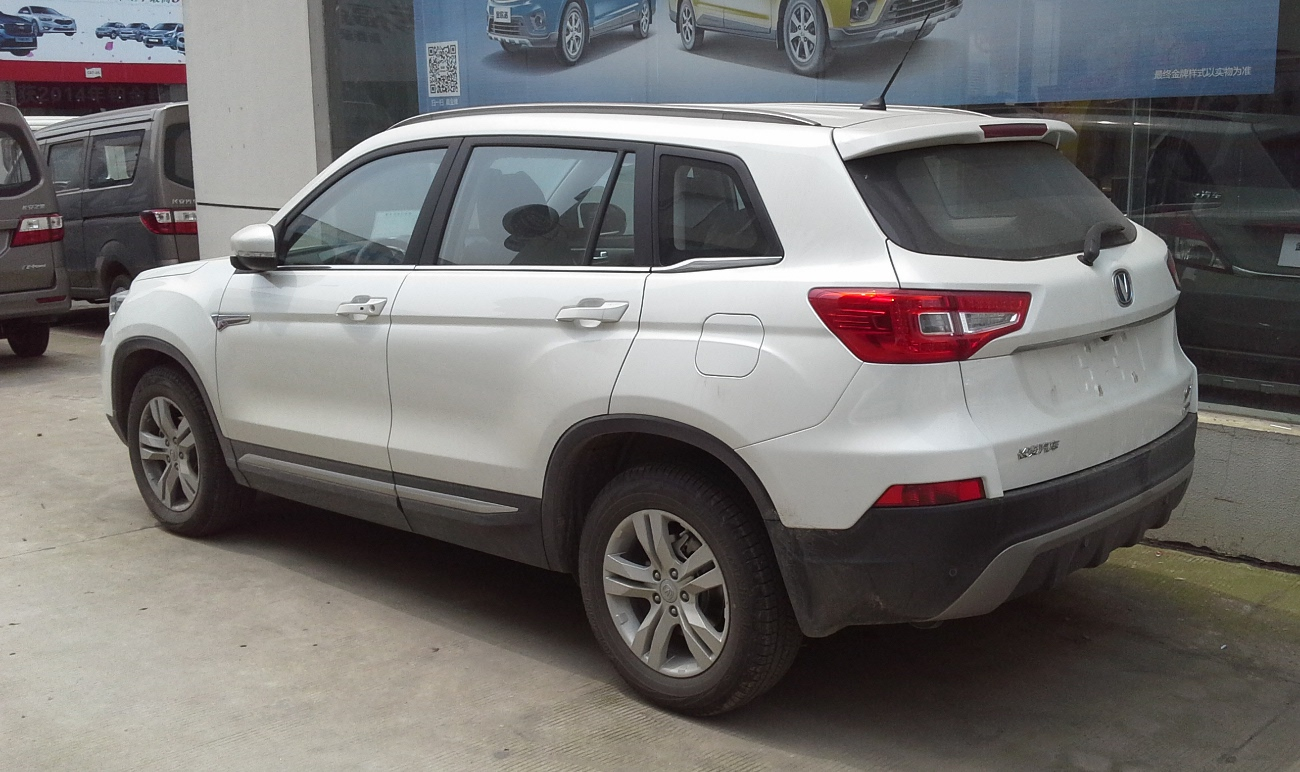
چانگان سی اس۷۵ نسل اول پیش از فیس‌لیفت (عقب)

### فیس لیفت ۲۰۱۸
در فیس لیفت سپر جلو، جلو پنجره مشبک جلو و چراغ‌های عقب متصل تغییر پیدا کرد، و در نمایشگاه خودروی پکن ۲۰۱۸ رونمایی شد شد. فیس لیفت ۲۰۱۸ همچنین با عنوان «نسخه میلیونر» سی اس۷۵ نسل اول به فروش رسید و مجهز به یک موتور ۱٫۵ لیتری توربو با قدرت ۱۷۸ اسب بخار و ۲۶۵ نیوتن‌متر است و با گیربکس ۶ سرعته دستی یا ۷ سرعته دی‌سی‌تی عرضه می‌شود.

### نسخه پلاگین
نسخه پلاگین هیبریدی الکتریکی نیز بر اساس سی‌اس۷۵ پس از فیس لیفت با نام سی اس۷۵ پلاگین هیبرید از سپتامبر ۲۰۱۸ در بازار چین عرضه شد. خودروی الکتریکی هیبریدی پلاگین مجهز به باتری ۱۳۶ کیلوگرم (۳۰۰ پوند) ۱۳ کیلووات ساعت است که برد ۶۰ کیلومتر (۳۸ مایل) را توسط NEDC ارائه می‌دهد و مصرف انرژی این خودرو ۱۲٫۹۶ کیلووات ساعت است. بر اساس چرخه رانندگی NEDC، مصرف سوخت ترکیبی ۱٫۲۶ لیتر در هر صد کیلومتر است (۲٬۵۶ لیتر در ۱۰۰ مایل).
توان ترکیبی تولید شده توسط پیشرانه هیبریدی پلاگین سی اس ۷۵، ۱۵۴ اسب بخار (۱۱۵ کیلووات) تولید شده توسط موتور است. پیشرانه الکتریکی این خودرو متشکل از موتورهای الکتریکی در جلو و عقب خودرو است، موتور جلو ۹۴ اسب بخار (۷۰ کیلووات) نیرو تولید می‌کند، در حالی که موتور عقب حداکثر قدرت ۱۰۷ اسب بخار (۸۰ کیلووات) تولید می‌کند. موتور این خودرو حداکثر قدرت محرک ترکیبی ۲۹۵ اسب بخار (۲۲۰ کیلووات) و ۶۰۵ نیوتن‌متر (۴۴۶ پوند) گشتاور تولید می‌کند؛ و. سرعت این خودرو در ۸٫۶ ثانیه از صفر به صد می‌رسد.

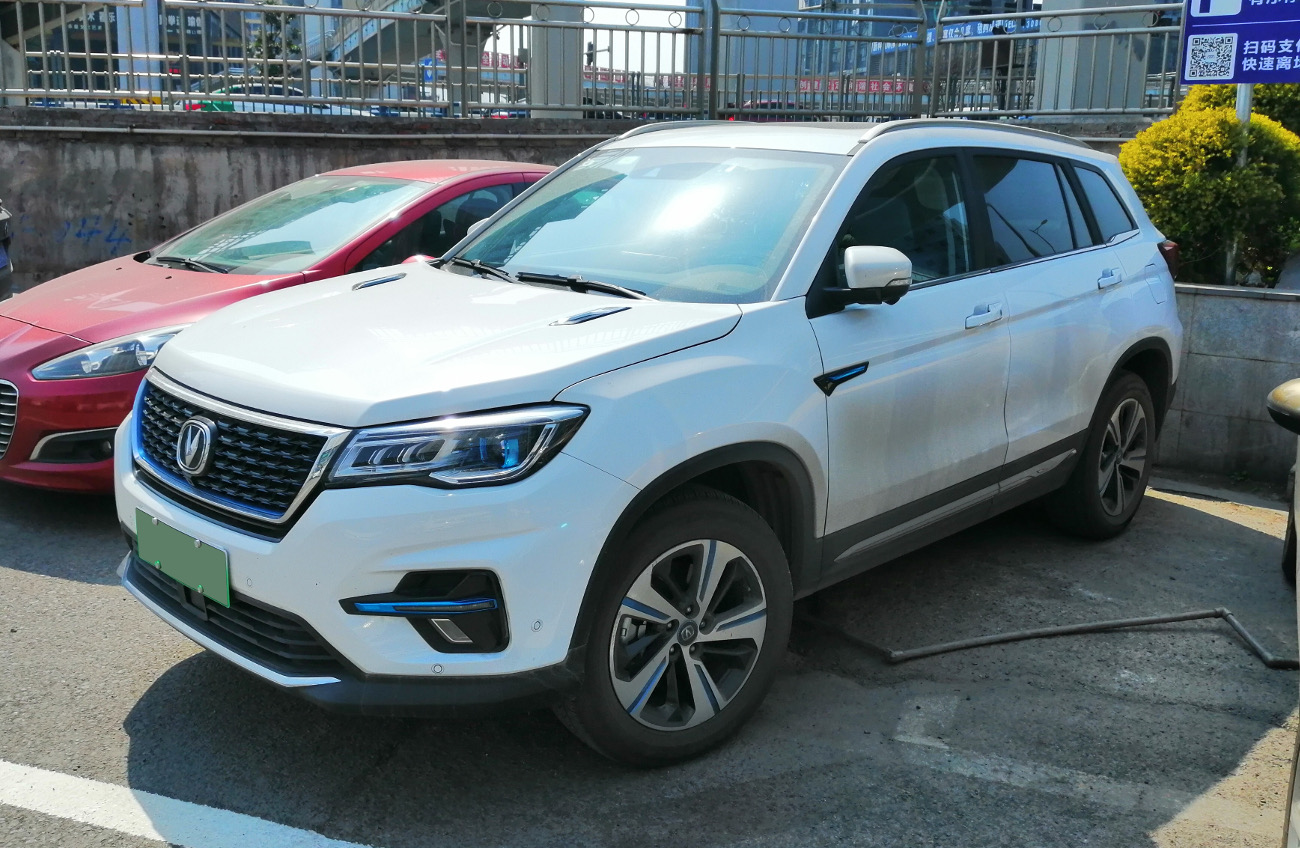
چانگان سی‌اس۷۵ فیس‌لیفت (جلو)
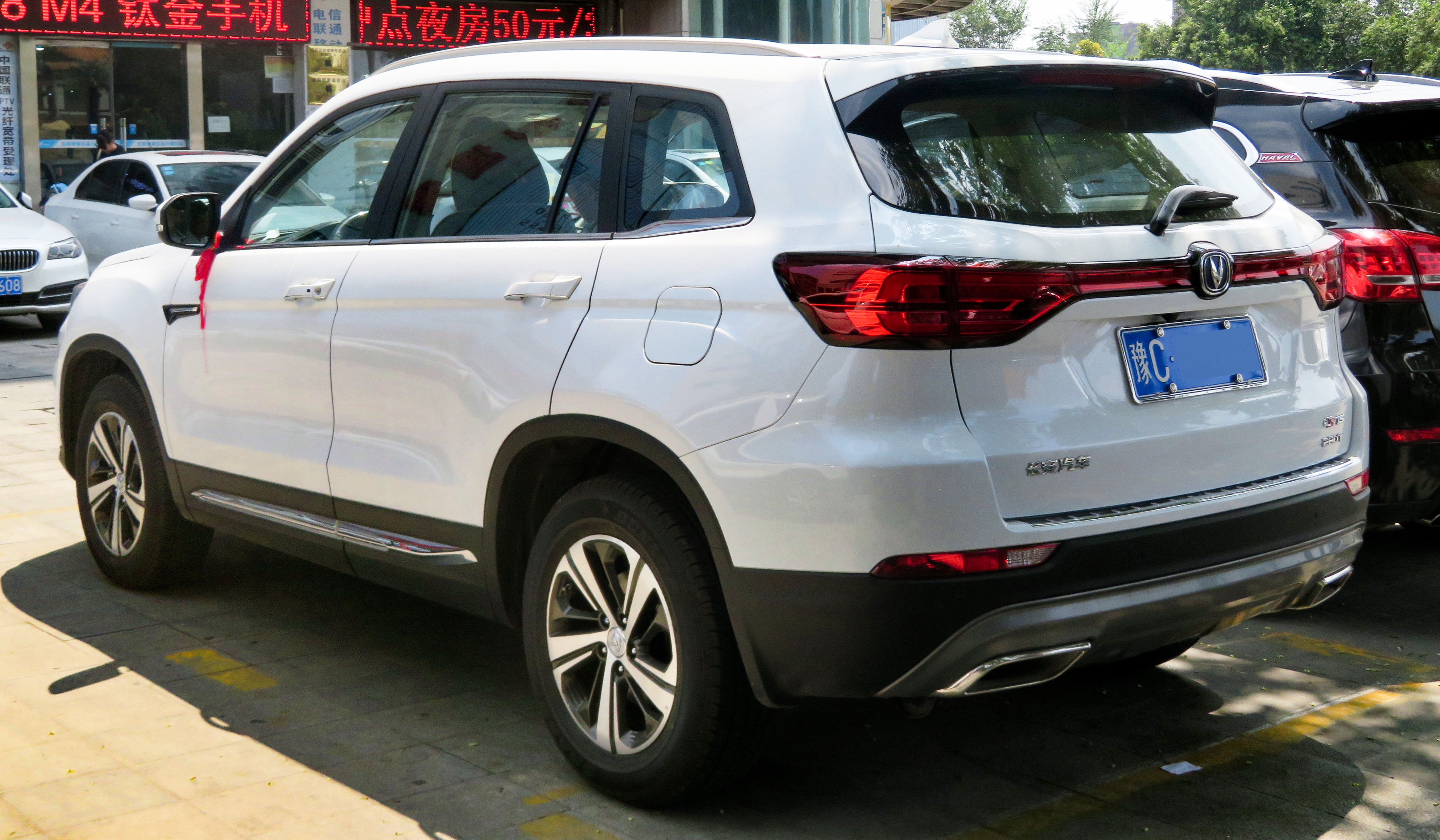
چانگان سی‌اس۷۵ فیس‌لیفت (عقب)

## نسل دوم

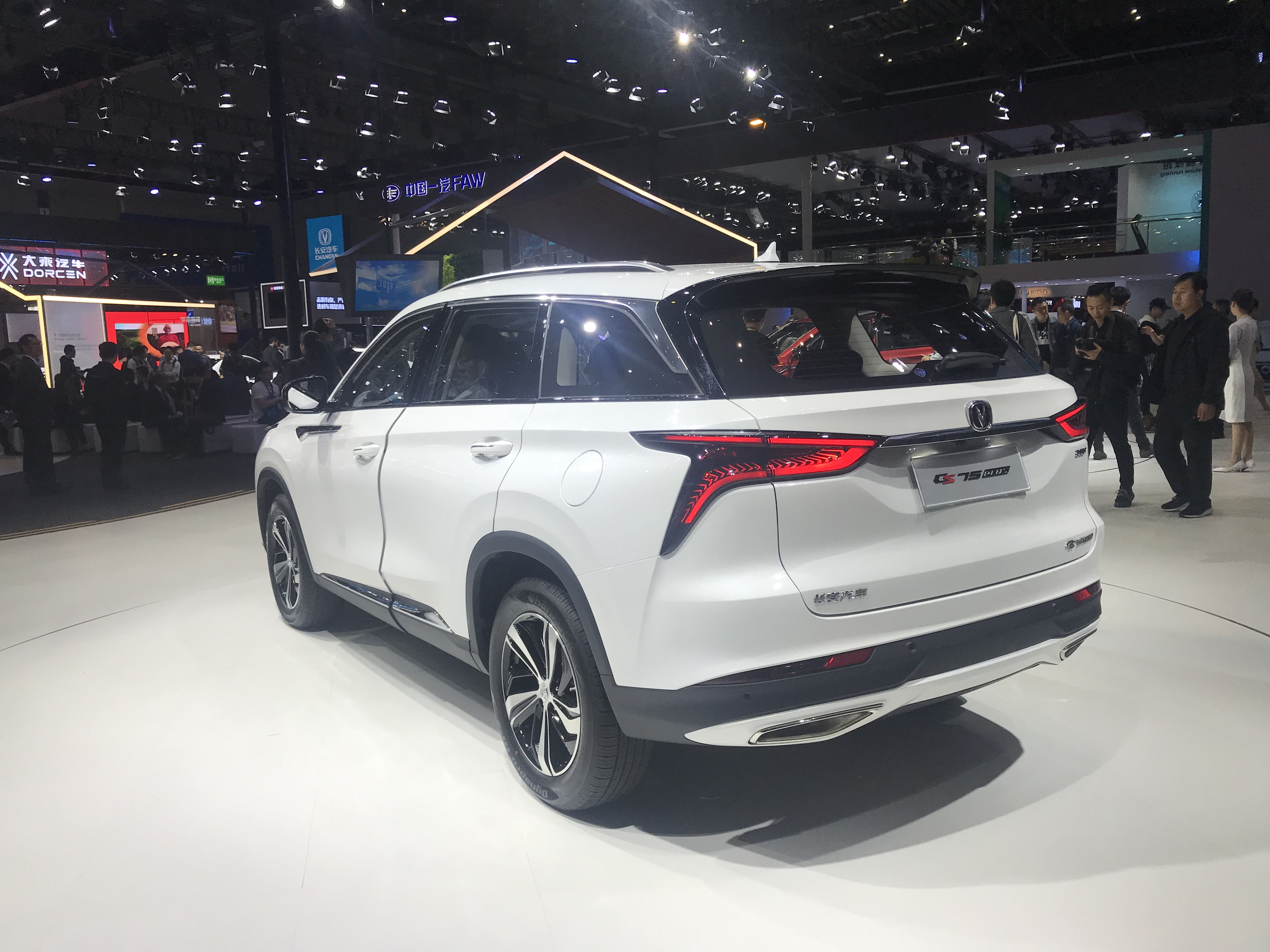
عقب چانگان سی‌اس۷۵ پلاس

چانگان سی‌اس۷۵ پلاس در نمایشگاه اتومبیل شانگهای ۲۰۱۹ معرفی شد و در سال ۲۰۱۹ در بازار خودروی چین عرضه شد. سی اس ۷۵ پلاس با موتور ۱٫۵ لیتری توربو با قدرت ۱۷۸ اسب بخار دارای برچسب ۲۸۰ توربو و یک موتور اسپرت ۲٫۰ لیتری با قدرت ۲۳۳ اسب بخار با برچسب ۳۶۰ توربو در دسترس است. این خودرو در کنار مدل قبلی خود عرضه می‌گردد.

## ایمنی
این خودرو در تست مؤسسه سی ان-سی‌ای‌پی چین توانست ۵ ستاره ایمنی از ۵ ستاره را دریافت کند.
| تست                  | امتیاز    |
| -------------------- | --------- |
| محافظت از سرنشینان:  | 5/5 ستاره |
| امتیاز کلی:          | ۸۵٪       |
| محافظت از عابر پیاده | ۷۱٪       |

## نگارخانه

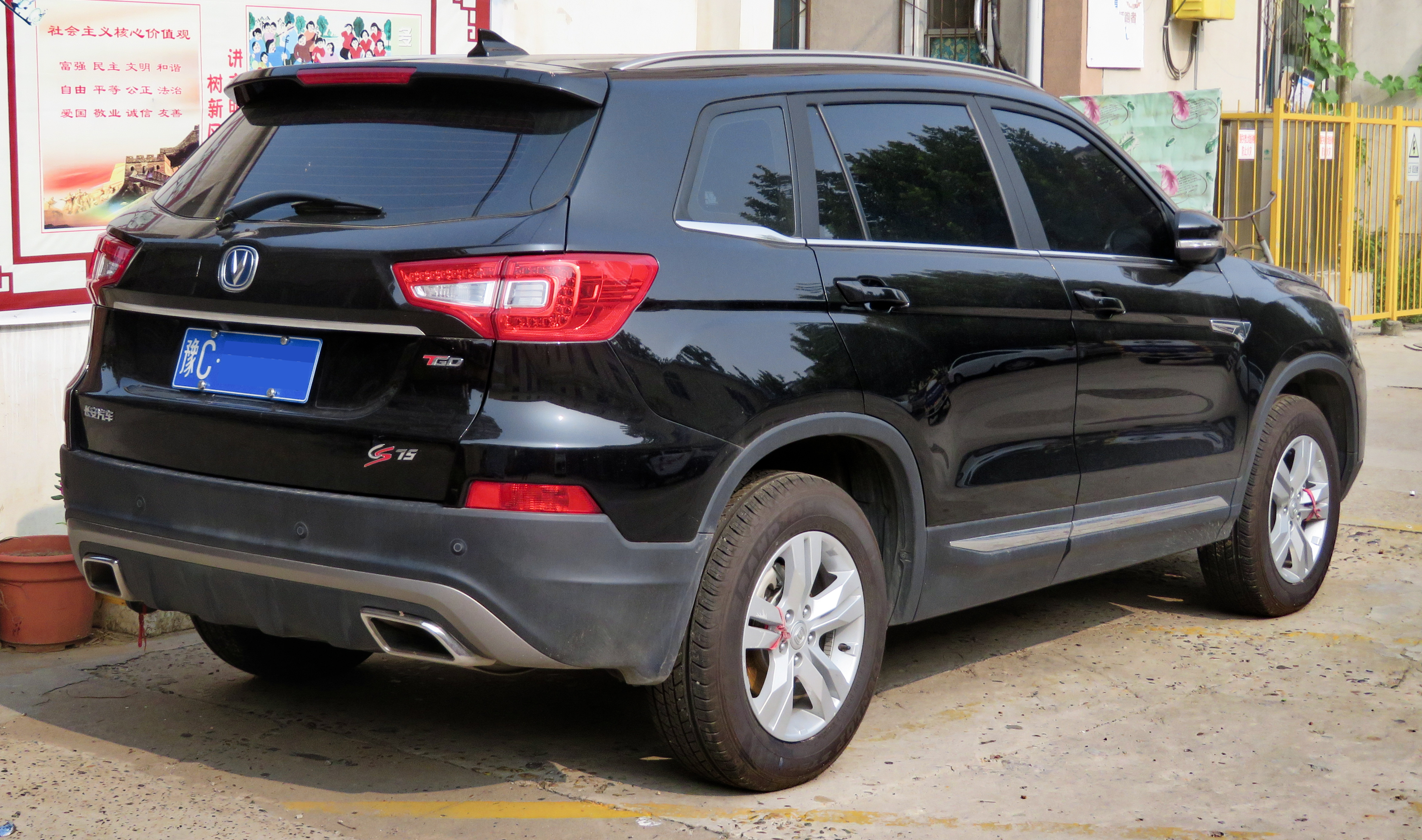

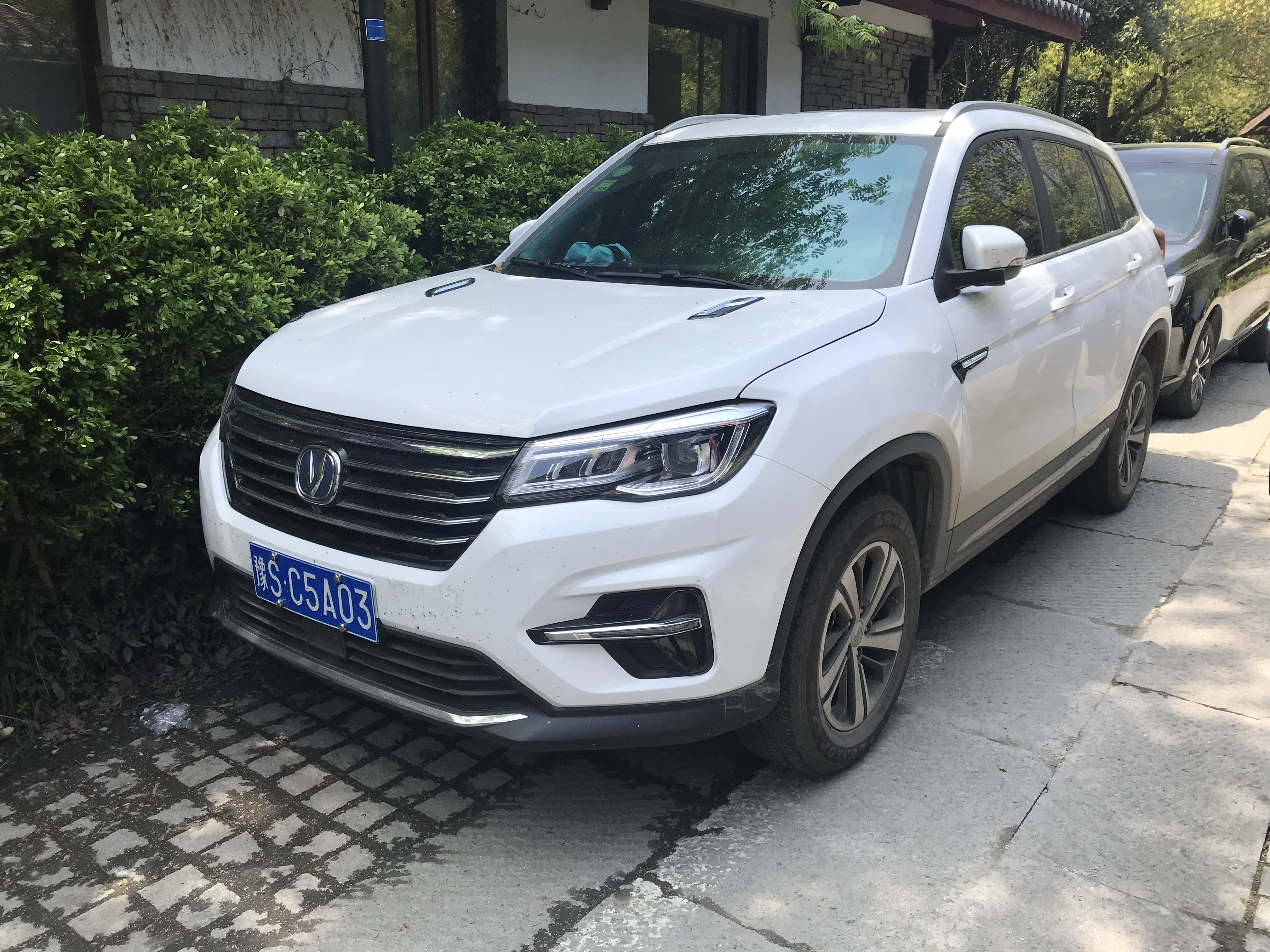

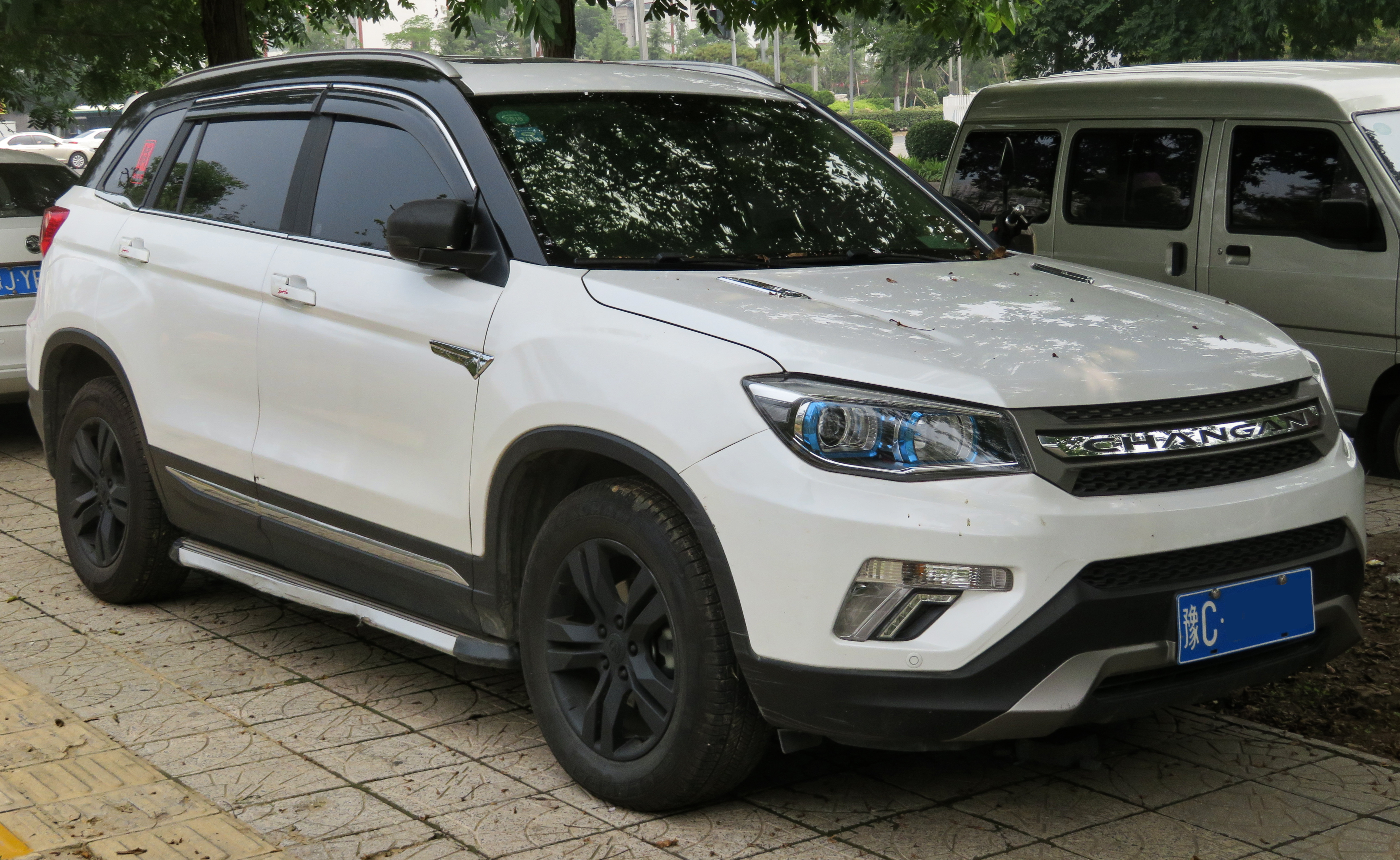

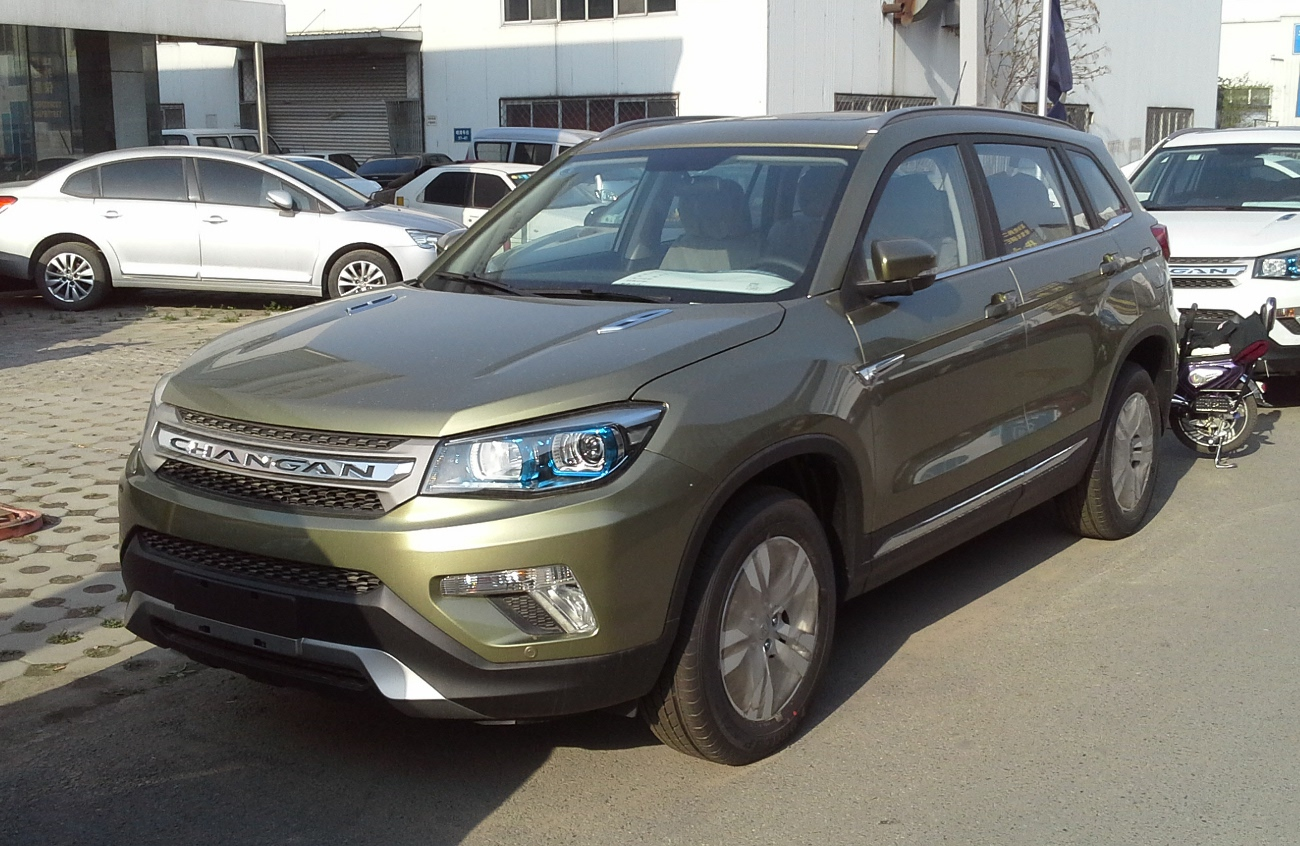